# Крамаров Олександр Олексійович
Олександр Олексійович Крамаров (нар. 1 січня 1946, Львів) — радянський та німецький скрипаль.

## Біографія
Олександр Крамаров народився 1 січня 1946 року в Львові. Вчитися скрипці почав у Львівського педагога Дмитра Леккера. У 1962—1965 роках навчався в Мерзляковському училищі у Майї Глезарової.
У 1965 році вступив у Московську державну консерваторію до класу Леоніда Когана. Після закінчення консерваторії (1970) деякий час працював асистентом Когана.
В 1973 році був удостоєний першої премії на Міжнародному конкурсі скрипалів імені Паганіні. Працював у Мінську, був першим концертмейстером Мінського камерного оркестру, викладав у Мінській консерваторії.
У 1990-х роках емігрував до Європи.
Із 1995 року грає в тріо «ALKAN». Викладав у Вищій музичній школі міст Енсхеде, в Академії музики ім. Яначека в Брно.
Із 1996 року в Детмольдській Вищій школі музики, де в 1997 році отримав звання та посаду професора.
У даний час є професором вищої школи музики ім. Роберта Шумана в Дюссельдорфі.